# Internationales Landwirtschaftsinstitut
Das Internationale Landwirtschaftsinstitut war eine internationale Organisation mit Sitz in Rom. Das 1905 gegründete Institut sammelte und verbreitete Daten und Statistiken über die Landwirtschaft in den verschiedenen Staaten und Kolonialgebieten der Erde. Im Zweiten Weltkrieg stellte es seine Aktivitäten ein. 1948 wurden Aufgaben und Sachwerte des Instituts von der Ernährungs- und Landwirtschaftsorganisation der Vereinten Nationen übernommen.

## Geschichte
Am 23. Oktober 1904 schlug der amerikanische Landwirtschaftsreformer David Lubin dem König von Italien, Viktor Emanuel III., die Gründung einer internationalen Landwirtschaftsorganisation vor. Diese sollte die landwirtschaftlichen Entwicklungen in den verschiedenen Staaten der Welt untersuchen und die Ergebnisse periodisch veröffentlichen sowie konkrete Beiträge zum Schutz der Landwirte gegen Kartelle und andere Formen der Ausbeutung leisten. Der Monarch sicherte seine Unterstützung zu und leitete den Vorschlag mit einem Schreiben vom 24. Januar 1905 an seinen Premierminister weiter. Auf einer am 28. Mai 1905 in Rom eröffneten internationalen Konferenz unterzeichneten am 7. Juni 1905 die Vertreter von 40 Staaten ein Abkommen zur Gründung des Internationalen Landwirtschaftsinstituts, das formell am 16. August 1906 entstand. Von Oktober 1906 bis Mai 1908 wurde in der römischen Parkanlage Villa Borghese ein Gebäude für das Institut errichtet, das dort seinen Betrieb aufnahm.
David Lubins Vorstellungen von einer internationalen Interessensvertretung der Landwirte konnten nicht realisiert werden, weil die Regierungen der verschiedenen Staaten dem Institut nur einen sehr begrenzten Handlungsraum ließen. Es durfte nur amtliche Informationen der einzelnen Staaten sammeln und Periodika auswerten. Die auf dieser Grundlage erstellten Publikationen mussten den Regierungen vorab zur Genehmigung vorgelegt werden. Trotz dieser Begrenzungen wirkten die Publikationen des Instituts in Lubins Sinne. Es leistete wesentliche Beiträge zur statistischen und wissenschaftlichen Kooperation zwischen den Staaten. Im Ersten Weltkrieg arbeiteten bis 1915 Vertreter aller kriegführenden Staaten im Institut zusammen. Bis 1930 stieg die Zahl der Mitgliedsstaaten, einschließlich der Staaten gleichgestellten Kolonien, auf 75. Keine andere internationale Organisation hatte zu diesem Zeitpunkt eine so hohe Beteiligung. Auch nach Beginn des Zweiten Weltkrieges kooperierten Vertreter der gegeneinander kriegführenden Staaten bis 1940 im Landwirtschaftsinstitut. 1943 wurde es dann kriegsbedingt geschlossen.
Auch in der Nachkriegszeit, die von wirtschaftlicher Not und Versorgungsproblemen sowie vom Zerfall der Kolonialreiche geprägt war, blieb der Bedarf für eine internationale Landwirtschaftsorganisation bestehen. Im März 1946 genehmigte die XVI. Generalversammlung des Internationalen Landwirtschaftsinstituts dessen Übernahme durch die 1945 gegründete Welternährungsorganisation (FAO) der Vereinten Nationen. 1947 erstellte das Internationale Landwirtschaftsinstitut noch ein letztes Jahrbuch, das mit der FAO herausgegeben wurde. Im folgenden Jahr wurde das Institut definitiv aufgelöst, etliche Sachwerte, darunter das Archiv und die Bibliothek, blieben jedoch noch in Rom. Die FAO wurde dann wegen dieses Übergangsprozesses von Washington, D.C. nach Rom verlegt, wo sie ein neues Gebäude beziehen konnte.

## Organisation
Die alle zwei Jahre zusammenkommende Generalversammlung bestand aus Vertretern der Regierungen aller am Internationalen Landwirtschaftsinstitut beteiligten Staaten. Darüber hinaus gab es einen permanenten Exekutivausschuss mit einem Vertreter pro Staat. Der Präsident des Landwirtschaftsinstitus war auch Vorsitzender des Exekutivausschusses. Hinzu kam ein Vizepräsident und ein Generalsekretär.
Auf der Arbeitsebene gab es vier Büros:
- Das Büro des Generalsekretärs war zuständig für Personal, Finanzen, Verwaltung, die Infrastruktur und sonstige zentrale Dienste einschließlich der Bibliothek und des Druckes und des Vertriebs der Publikationen des Instituts. Es erstellte auch eine jährliche Übersicht über die Landwirtschaftsgesetzgebung der einzelnen Staaten.
- Das Statistikbüro sammelte und veröffentlichte Daten und Statistiken über die landwirtschaftliche Produktion einschließlich tierischer Erzeugnisse und deren Vertrieb.
- Das Büro für landwirtschaftliche Forschung und Pflanzenkrankheiten sammelte und verbreitete Informationen über Forschungsergebnisse und praktische landwirtschaftliche Erfahrungen sowie über Pflanzenkrankheiten und Insektenkunde.
- Das Büro für wirtschaftliche und soziale Institutionen sammelte und veröffentlichte Statistiken und allgemeine Informationen über landwirtschaftliche Zusammenarbeit, das entsprechende Versicherungs- und Kreditwesen sowie über Angelegenheiten der wirtschaftlichen und sozialen Organisation ländlicher Gemeinschaften.

Das Landwirtschaftsinstitut veröffentlichte eine Reihe von Bulletins, darunter zwei jährliche über landwirtschaftliche Statistiken und Gesetzgebung, drei monatliche über Statistiken, über Forschungsergebnisse und Pflanzenkrankheiten sowie über wirtschaftliche und soziale Institutionen, und ein wöchentliches mit bibliografischen Informationen. Hinzu kamen zahlreiche Monografien. Offizielle Sprache des Landwirtschaftsinstituts war das Französische. Verschiedene Publikationen wurden auch in anderen Sprachen herausgegeben; hierfür kamen die an den Übersetzungen interessierten Regierungen auf.
Für die Bibliothek des Landwirtschaftsinstituts wurde an dessen Sitz im Jahr 1934 ein Nebengebäude errichtet. Die bedeutenden Bestände bilden die David Lubin Memorial Library der Bibliothek der Welternährungsorganisation in Rom.

## Präsidenten
- Eugenio Faina (1908–1910)
- Raffaele Cappelli (1910–1920)
- Edoardo Pantano (1920–1924)
- Giorgio Guglielmi (1924–1925)
- Giuseppe De Michelis (1925–1933)
- Ludovico Spada Veralli Potenziani (1933–1935)
- Giacomo Acerbo (1935–1943)
- David McKey (1946–1948)